# Sozialpharmazie
Sozialpharmazie setzt sich damit auseinander, wie Patienten, Verbraucher, Ärzte, Apotheker, andere Heilberufe, Politiker, Organisationen und Verbände sowie die Gesellschaft als Ganzes mit Arzneimitteln umgehen, welche wechselseitigen Beziehungen sie untereinander eingehen und wie sich dies in soziale, kulturelle und ökonomische Zusammenhänge einordnen lässt.
Sozialpharmazie ist nicht zuletzt als Folge der Ereignisse um das Thalidomid (Contergan®) ab etwa 1965 in einigen Ländern – vor allem in den angelsächsischen Ländern sowie in Nord- und Westeuropa – ein Lehr- und Forschungsfach der universitären Pharmazie. Dort wird Sozialpharmazie meist als Social Pharmacy, als Social and Administrative Pharmacy oder als Pharmaceutical Practice bezeichnet. In Deutschland, Österreich und in der Schweiz wie auch in einigen anderen europäischen Ländern gilt dies jedoch nicht.
Das Bundesland Nordrhein-Westfalen hat in seinem Gesetz über den Öffentlichen Gesundheitsdienst (hier § 20) definiert, was dort unter Sozialpharmazie für die örtliche Arzneimittelüberwachung und das Landeszentrum Gesundheit des Landes Nordrhein-Westfalen verstanden wird. In den Weiterbildungsordnungen der Apothekerkammern der Bundesländer Nordrhein-Westfalen und Rheinland-Pfalz, sowie seit 2011 auch in Bremen, wird Sozialpharmazie ebenfalls angesprochen.
Im Jahre 1990 wurde in der DDR das seit Mitte der 1970er-Jahre existierende Fach „Organisation und Ökonomie des Arzneimittelwesens“ dem internationalen Trend folgend in „Sozialpharmazie“ umbenannt. Bis zum Jahr 2000 wurde das Fach innerhalb der Pharmaziegeschichte in Greifswald mitvertreten. An der Humboldt-Universität Berlin war Sozialpharmazie bis Oktober 2002 durch eine außerplanmäßige Professur vertreten. Viele der Inhalte des Faches wurden ab dem Jahr 2000 vom Studiengang Consumer Health Care aufgegriffen, der von der ehemaligen Vertreterin des Faches Sozialpharmazie an der Humboldt-Universität, Marion Schaefer, geleitet wird.
Sozialpharmazie ist nicht als Universitätsfach in die gesamtdeutsche pharmazeutische Approbationsordnung integriert. Lediglich die Pharmakoepidemiologie wird an einigen Universitäten im Rahmen der Klinischen Pharmazie in Ansätzen in der Ausbildung berücksichtigt.

## Tätigkeitsgebiete in der Wissenschaft
Sozialpharmazie ist international ein breit aufgestelltes Fach. Schwerpunktmäßig wird untersucht, wie die Versorgung der Bevölkerung mit Arzneimitteln verbessert werden kann (Versorgungsforschung). Je nach landes- oder bevölkerungstypischer Problemlage steht dabei im Mittelpunkt, den Zugang der Menschen zu Arzneimitteln zu verbessern, Arzneimittelanwendungsprobleme zu lösen, die Arzneimittelsicherheit zu verbessern (Pharmakovigilanz) oder Über- und Fehlversorgung zu reduzieren. Neben Fragen der Arzneimittel- oder Pharmakoepidemiologie und Pharmakoökonomie werden dabei auch Probleme der sozialen Gerechtigkeit bearbeitet. In dieser Verknüpfung lassen sich auch pharmazeutische Rechtsfragen sowie sozialrechtliche Fragen der Sozialpharmazie zuordnen.
Für Apotheker gehören die Pharmazeutische Betreuung und die Verbesserung der Compliance oder Adhärenz zu den Kernthemen der Sozialpharmazie. Dabei fließen Erkenntnisse der Kommunikationswissenschaft mit ein. Soziologische Fragen zur Stellung des Apothekers sowie der Institution Apotheke im Gesundheitssystem und in der Gesellschaft gehören im Rahmen der Professionsforschung zum sozialpharmazeutischen Aufgabenkreis. Des Weiteren gibt es Forschungsprojekte über alternative Einsatzmöglichkeiten von Pharmazeuten im Gesundheitssystem, wie zum Beispiel Stationsapotheker  oder das Modell der Praxisapotheker in England.
In einigen Ländern wird darüber geforscht und gelehrt, wie die Pharmaziestudierenden und das übrige pharmazeutische Personal optimal ausgebildet werden können. Dabei werden Erkenntnisse der Didaktik, Pädagogik und der Psychologie berücksichtigt. Vereinzelt werden in der Sozialpharmazie Themen aus der Wissenschaftstheorie behandelt, z. B. welche Erkenntnisse über die Sicherheit von Arzneimitteln mit welchen wissenschaftlichen Methoden am besten gewonnen werden können und von welchen philosophischen bzw. erkenntnistheoretischen Prämissen einzelne Ansätze ausgehen.

## Sozialpharmazie im Öffentlichen Gesundheitsdienst
Viele berufliche Tätigkeiten von Apothekern im Öffentlichen Gesundheitsdienst lassen sich dem sozialpharmazeutischen Aufgabenkreis zuordnen. Sie sind in den Ministerien, den Parlamenten, in der Überwachung, in Berufsschulen (z. B. für Pharmazeutisch Technische Assistenten), aber auch im weiteren Umfeld in Krankenkassen, Kassenärztlichen Vereinigungen, Medizinischen Diensten der Krankenversicherung oder in den Apothekerkammern und -verbänden im sozialpharmazeutischen Aufgabengebiet aktiv.
In Nordrhein-Westfalen haben die Apotheker der örtlichen Arzneimittelüberwachung (Amtsapotheker) in den Gesundheitsämtern Sozialpharmazie als gesetzlich fundierte Pflichtaufgabe zu erfüllen. Sie werden dabei durch das Landeszentrum Gesundheit Nordrhein-Westfalen (LZG.NRW), ehemals Teil des Landesinstituts für Gesundheit und Arbeit des Landes Nordrhein-Westfalen (LIGA.NRW), sowie durch die Akademie für Öffentliches Gesundheitswesen (Afög) unterstützt.

## Einordnung
Sozialpharmazie ist Teil des nicht naturwissenschaftlich fundierten Forschungs- und Lehrbereichs der Pharmazie. Neben Sozialpharmazie gehört dazu auch Pharmazeutische Praxis, ein Begriff, der in manchen Ländern gleichbedeutend mit Sozialpharmazie genutzt wird. Außerdem lassen sich Pharmaziegeschichte sowie die Fächer Drug Regulatory Affairs (hauptsächlich an der Universität Bonn) und Consumer Health Care (an der Berliner Charité) diesem Bereich zuordnen.

## Begriffsabgrenzung
Sozialpharmazie lässt sich nicht eindeutig von dem ebenfalls gelegentlich genutzten Begriff der Sozialpharmakologie abgrenzen. Allerdings wird von sozialpharmakologischen Fragestellungen in erster Linie dann gesprochen, wenn es um das ärztliche Arzneimittel-Verordnungsverhalten geht und Antworten gesucht werden, welche Einflussfaktoren auf die Verordnungsentscheidungen einwirken. Sozialpharmazie betrachtet demgegenüber wissenschaftliche Fragestellungen eher vom Standpunkt der Pharmazie aus und ist insgesamt breiter aufgestellt.
In vielen Ländern, vor allem dort, wo Sozialpharmazie als Forschungs- und Lehrfach innerhalb der universitären Pharmazie nicht existiert, werden einzelne sozialpharmazeutische Fragen vom Fach Klinische Pharmazie behandelt. Dies gilt vor allem für den Bereich Pharmazeutische Betreuung (Pharmaceutical Care).

## Wissenschaftliche Fachgesellschaft
In den deutschsprachigen Ländern existiert keine eigene wissenschaftliche Fachgesellschaft für Sozialpharmazie.
In Deutschland findet sich eine Anbindung an wissenschaftliche Organisationen in erster Linie über die Gesellschaft für Arzneimittelanwendungsforschung und Arzneimittelepidemiologie (GAA), die Fachgruppe Allgemeinpharmazie der Deutschen Pharmazeutischen Gesellschaft (DPhG), über den Verein Consumer Health Care und über die Arbeitsgruppe Sozialpharmazie der Deutschen Gesellschaft für Sozialmedizin und Prävention (DGSMP).
International existiert ein lockerer Verbund über den International Social Pharmacy Workshop.

## Internationales
Eine Übersicht über alle sozialpharmazeutischen Einrichtungen an Universitäten existiert nicht.
Die einzelnen wissenschaftlichen Teams, die auf diesem und den angrenzenden Gebieten arbeiten, treffen sich auf einem alle zwei Jahre stattfindenden internationalen Workshop. Im Jahr 2010 fand dieses Treffen als 16th International Social Pharmacy Workshop vom 23. bis 26. August in Lissabon statt. Die Zeitschrift Pharmacy Practice veröffentlichte das Programm und die Abstracts dieses Kongresses auf seiner Homepage. Der 17. Workshop fand am 23. bis 26. Juli 2012 in Thailand und der 18. Workshop am 5. bis 8. August 2014 in Boston/Massachusetts statt. Im Jahr 2020 sollte das Treffen in Sydney (Australien) stattfinden. Dieses wurde allerdings aufgrund der COVID-19-Pandemie verschoben und wird voraussichtlich im Jahr 2021 stattfinden.
Zu den weiteren Zeitschriften, die sozialpharmazeutische Themen veröffentlichen, gehören z. B. Drug Safety, International Journal of Pharmaceutical Practice, Asian Journal of Social Pharmacy und das in Schweden herausgebrachte, allerdings inzwischen eingestellte Blatt Social and Administrativ Pharmacy.
Die Europäische Kommission förderte 1998–2001 ein Projekt, bei dem eine Übersicht über das Thema Gesundheitsförderung in der Apotheke erstellt wurde. Schwerpunktthema war hier eine Bestandsaufnahme zur Pharmazeutischen Betreuung in Apotheken der einzelnen Mitgliedsstaaten.
Seit 1993 gibt es eine Sektion „Sozialpharmazie und Apotheker in der Verwaltung“ in der International Pharmaceutical Federation (FIP).

## Kritik
Viele Themen der Sozialpharmazie werden im deutschsprachigen Raum heute von anderen Fächern bearbeitet. Vor allem die Klinische Pharmazie, die Versorgungsforschung in unterschiedlichen Wissenschaftsgebieten, die universitäre Allgemeinmedizin, die Gesundheitswissenschaften bzw. der Public-Health-Bereich, die Soziologie u. a. greifen einzelne Aspekte des sozialpharmazeutischen Themenspektrums auf. Insofern wird argumentiert, dass Sozialpharmazie als eigenes Forschungs- und Lehrfach innerhalb der Pharmazie nicht (mehr) notwendig sei.
Die Befürworter der Sozialpharmazie führen an, dass sozialpharmazeutische Aspekte in der Berufsausübung eine wichtige Rolle spielen. Da der Apothekerberuf zu über 80 Prozent in der Apotheke praktiziert wird und die übrigen Apotheker ebenfalls überwiegend im Bereich der Arzneimittelversorgung tätig sind – sei es in der Verwaltung, in der Industrie oder in der Wissenschaft – sind viele Themen des Berufsalltags dem sozialpharmazeutischen Fachgebiet zuzuordnen. Während die Sozialmedizin in der Medizin sozialwissenschaftliche, kommunikationswissenschaftliche, ökonomische, epidemiologische, sozialrechtliche und andere nicht naturwissenschaftliche Fragestellungen wissenschaftlich aufgreift und an Medizinstudierende vermittelt, sollten solche Fragestellungen nach den Vorstellungen der Befürworter der Sozialpharmazie in der pharmazeutischen Ausbildung und Forschung ebenfalls und nicht nur rudimentär behandelt werden. Denn erst mit dem Verständnis für die Einbettung des Arzneimittels und des Apothekerberufs in das gesellschaftliche, philosophische und kulturelle Umfeld lassen sich die Herausforderungen der Pharmazie und des Apothekerberufes begreifen und in Zukunft bewältigen.